# Tracked by Bloodhounds; or, A Lynching at Cripple Creek
Tracked by Bloodhounds; or, A Lynching at Cripple Creek er en amerikansk stumfilm fra 1904 af Harry Buckwalter.